# Martti Jylhä
Martti Jylhä (Sotkamo, 3 giugno 1987) è un ex fondista finlandese.

## Biografia
In Coppa del Mondo ha esordito il 7 marzo 2006 a Borlänge (27°) e ha ottenuto il primo podio il 15 dicembre 2013 a Davos (2°).
In carriera ha partecipato a due edizione dei Giochi olimpici invernali, Soči 2014 (non conclude la 50 km, 21° nella sprint) e Pyeongchang 2018 (10º nella sprint, 9º nella sprint a squadre), e a quattro dei Campionati mondiali (5° nella sprint a squadre a Falun 2015 il miglior risultato).

## Palmarès

### Mondiali juniores
- 2 medaglie:
  - 1 oro (10 km a Tarvisio 2007)
  - 1 argento (sprint a Tarvisio 2007)

### Coppa del Mondo
- Miglior piazzamento in classifica generale: 33º nel 2016
- 1 podio (individuale):
  - 1 secondo posto